# Eleição municipal de Jequié em 2016
A eleição municipal de Jequié em 2016 foi realizada para eleger um prefeito, um vice-prefeito e 19 vereadores no município de Jequié, no estado brasileiro da Bahia. Foram eleitos Luiz Sérgio Suzarte Almeida do Partido Socialista Brasileiro e Hassan Andrade Yossef do Partido Trabalhista Brasileiro para os cargos de prefeito(a) e vice-prefeito(a), respectivamente.
Seguindo a Constituição, os candidatos são eleitos para um mandato de quatro anos que se iniciou em 1º de janeiro de 2017. A decisão para os cargos da administração municipal, segundo o Tribunal Superior Eleitoral, contou com 109 523 eleitores aptos e 23 097 abstenções, de forma que 21.09% do eleitorado não compareceu às urnas naquele turno.

## Antecedentes
Na eleição municipal anterior, ocorrida no ano de 2012, a candidata do Partido Progressista (PP), Dra. Tânia Britto, foi eleita com um total de 58.595 (74,53%) dos votos. Seu maior concorrente foi Euclides, do Partido Democrata Trabalhista (PDT), que obteve 10.964 (13,95%) dos votos. O total de votos apurados foi de 85.143, tendo 18.836 (18,12%) abstenções.
No dia 6 de maio de 2016, a prefeita do estado de Jequeí foi afastada devido a uma ação civil pública por irregularidades no setor da educação.  Segundo o Ministério Público do Estado da Bahia (MP-BA), a permanência da gestora no cargo poderia atrapalhar as investigações. Quem assumiu o cargo foi Luiz Sérgio Suzarte Almeida, conhecido também como Sérgio da Gameleira, atual prefeito da cidade e ex-vice. No entanto, no dia 9 de agosto, 95 dias após ter sido afastada do cargo de prefeita de Jequié, Tânia reassumiu o cargo, após a presidente do Tribunal de Justiça da Bahia, Maria do Socorro Santana Barreto suspender os efeitos de sua decisão anterior.
Em relação aos 19 vereadores eleitos em 2012, foram apurados 85.143 votos válidos 81.279 (95,46%), Brancos 1.143 (2,05%), Nulos 2.121 (2,49%). Os candidatos eleitos foram: Josué Menezes (PTC); Pé Roxo (PT); Manoel Gomes (PDT); Chico de Alfredo Costa (PDT); Joaquim Caires  (PMDB); Zé Simões (PP); Soldado Gilvan (PT do B); Ivan do Leite (PSB); Ednael Almeida (PSD); Eliezer Fiim (PDT); Colorido (PRP); Beto de Lalá (PSB); Deyvison Batista (PT); Meire Lopes (PDT); João Cunha (PSDC); Dr. Wanderley (PT); Dorival Júnior (PRB); Neto da  Água Já (PRP) e Tinho de Waldeck (PV).

## Campanha
Filho de empresários na cidade, Luiz Sérgio Suzarte Almeida é economista e foi candidato a deputado federal em 2010 pelo Partido dos Trabalhadores. Ele não foi eleito e, na eleição municipal de 2012, compôs a chapa para disputa a prefeitura junto com a anestesista Tania Britto (PP), sendo eleito como vice prefeito. Assumiu a prefeitura em maio de 2016, após a prefeita ser afastada do cargo por medida do MPF. Sérgio da Gameleira foi eleito Prefeito de Jequié em 2016 pelo Partido Socialista Brasileiro (PSB). 
Seu oponente mais próximo foi o médico Dr. Fernando Costa Vieira. Ele já concorreu três vezes a cargos políticos na cidade, sendo a primeira como candidato a prefeito de Jequié, pelo PV, em 2012 conquistando 9.061 votos. Na eleição seguinte, em 2014, foi candidato a deputado estadual, obtendo 10.606 votos. Ele retornou para ser candidato a prefeito em 2016, sendo o segundo colocado no pleito, com 17.984.

## Resultados

### Eleição municipal de Jequié em 2016 para Prefeito
A eleição para prefeito contou com 6 candidatos em 2016: Fernando Costa Vieira do Partido Verde (Brasil), Luiz Sérgio Suzarte Almeida do PSB, Eduardo da Gloria Barbosa Junior do Progressistas, Raimundo Tadeu Sales Cafezeiro do PDT, Paulo Sergio Souza Vasconcelos do PTC, Marcos Cezar Felix Ferreira do PSOL que obtiveram, respectivamente, 17 984, 33 594, 2 846, 17 257, 1 327, 2 485 votos. O Tribunal Superior Eleitoral também contabilizou 21.09% de abstenções nesse turno. 
| Candidato(a)                          | Vice                            | Coligação                                      | Votos recebidos | Percentual |
| ------------------------------------- | ------------------------------- | ---------------------------------------------- | --------------- | ---------- |
| Luiz Sérgio Suzarte Almeida (PSB)     | Hassan Andrade Iossef           | Coragem para Decidir                           | 33594           | 44.5%      |
| Fernando Costa Vieira (PV)            | Marcel Ferreira Rodeiro         | A Verdadeira Mudança                           | 17984           | 23.82%     |
| Raimundo Tadeu Sales Cafezeiro (PDT)  | José Carlos Bastos Pereira      | Um Novo para Jequié Mudar                      | 17257           | 22.86%     |
| Eduardo da Gloria Barbosa Junior (PP) | Wilma Lima de Oliveira          | Forca e Trabalho para Transformar              | 2846            | 3.77%      |
| Marcos Cezar Felix Ferreira (PSOL)    | Everaldo Silva Oliveira         | Partido Socialismo e Liberdade (sem coligação) | 2485            | 3.29%      |
| Paulo Sergio Souza Vasconcelos (PTC)  | Carlos Alberto Nascimento Souza | Partido Trabalhista Cristão (sem coligação)    | 1327            | 1.76%      |

### Eleição municipal de Jequié em 2016 para Vereador
Na decisão para o cargo de vereador na eleição municipal de 2016, foram eleitos 19 vereadores com um total de 77 454 votos válidos. O Tribunal Superior Eleitoral contabilizou 1 977 votos em branco e 6 995 votos nulos. De um total de 109 523 eleitores aptos, 23 097 (21.09%) não compareceram às urnas .
| Nome                                | Partido político                         | Coligação                                        | Votos recebidos | Percentual |
| ----------------------------------- | ---------------------------------------- | ------------------------------------------------ | --------------- | ---------- |
| Ramon Andrade Fernandes             | Podemos (PODE)                           | Por uma Jequie Melhor                            | 2778            | 3.59%      |
| José Simões de Carvalho Júnior      | Partido Humanista da Solidariedade (PHS) | Unidos por Jequié                                | 2077            | 2.68%      |
| Gilvan Souza Santana                | Partido Popular Socialista (PPS)         | Unidos por Jequié                                | 1975            | 2.55%      |
| Ivan de Oliveira Santos             | Partido Socialista Brasileiro (PSB)      | Unidos por Jequié                                | 1884            | 2.43%      |
| Eliezer Pereira da Silva Filho      | Partido Social Liberal (PSL)             | Avança Jequié                                    | 1696            | 2.19%      |
| José Augusto de Aguiar Brito Filho  | Movimento Democrático Brasileiro (MDB)   | Um Novo Tempo Para Jequié                        | 1640            | 2.12%      |
| Joaquim Caires Rocha                | Movimento Democrático Brasileiro (MDB)   | Um Novo Tempo Para Jequié                        | 1589            | 2.05%      |
| Dorival Gerônimo de Oliveira Júnior | Partido Republicano Brasileiro (PRB)     | Unidos por Jequié                                | 1577            | 2.04%      |
| Valdemir Souza Braga                | Podemos (PODE)                           | Por uma Jequie Melhor                            | 1527            | 1.97%      |
| Marcio Oliveira Melo                | Partido Progressista (PP)                | Juntos Para Transformar                          | 1480            | 1.91%      |
| Admilson Nascimento Santos          | Partido Social Cristão (PSC)             | Renovar é Preciso                                | 1342            | 1.73%      |
| Roque da Silva                      | Podemos (PODE)                           | Por uma Jequie Melhor                            | 1305            | 1.68%      |
| Lignaldo Vieira Lopes               | Partido Socialismo e Liberdade (PSOL)    | Partido Socialismo e Liberdade (sem coligação)   | 1218            | 1.57%      |
| Adriano Alves dos Santos            | Partido Socialismo e Liberdade (PSOL)    | Partido Socialismo e Liberdade (sem coligação)   | 1164            | 1.5%       |
| Emanuel Campos Silva                | Partido Verde (PV)                       | Um Novo Tempo Para Jequié                        | 1127            | 1.46%      |
| Jakson Roberto Rocha Souza          | Avante (AVANTE)                          | Juntos Para Transformar                          | 1119            | 1.44%      |
| Joselane Ferreira da Silva          | Partido Republicano Progressista (PRP)   | Partido Republicano Progressista (sem coligação) | 1036            | 1.34%      |
| Daubti Rocha Guimaraes              | Partido Republicano Progressista (PRP)   | Partido Republicano Progressista (sem coligação) | 980             | 1.27%      |
| Reges Pereira da Silva              | Partido dos Trabalhadores (PT)           | Avança Jequié                                    | 810             | 1.05%      |

## Análise
Luiz Sérgio Suzarte Almeida, conhecida como Sérgio da Gameleira, eleito prefeito nas eleições municipais de Jequié em 2016 já era conhecido da população jequieense. Além de ser o antigo vice-prefeito da cidade pelo Partido dos Trabalhadores (PT), governou a cidade por 95 dias, quando a ex-prefeita Tânia Britto foi afastada do cargo. Mesmo por um curto período de tempo, esse foi um fator que fez com que seu trabalho e nome ficasse mais reconhecido em Jequié. Mesmo tendo feito parte de uma mesma chapa nas eleições de 2012, os dois políticos têm posições diferentes no espectro político. Sérgio pode ser considerado um político com ideologia mais à esquerda, enquanto Tânia mais à direita.  
Grande parte dos candidatos a vereador que venceram as eleições de Jequié em 2016 são de coligações entre partidos, como a Por uma Jequié melhor e Unidos por Jequié. É possível observar a chegada de partidos que vêm ganhando espaço na política brasileira nos últimos anos e que anteriormente eram pouco conhecidos e não tinham representantes, como o PSL (Partido Social Liberal) e o PSOL (Partido Socialismo e Liberdade). Os dois também aumentaram o número de representantes no congresso nacional.  
Segundo pesquisa apurada pelo G1, caiu em 12,5% o numero de municípios governado por mulheres na eleição de 2016 em comparação com a anterior. Jequié foi uma das cidades que fez parte da porcentagem.